# Кайдаров, Абдуали Туганбаевич
Абдуали Туганбаевич Кайдаров (каз. Әбдуәли Туғанбайұлы Қайдаров; 13 декабря 1924, с. Талдыбулак, Енбекшиказахский район, Алма-Атинская область — 27 февраля 2019, Алматы, Казахстан) — казахстанский языковед, тюрколог, общественный деятель. Доктор филологических наук (1970), профессор (1972), академик АН КазССР (1984). Заслуженный деятель науки Казахской ССР (1982). Заслуженный деятель Казахстана. Участник Великой Отечественной войны.

## Биография
Родился в 1924 г. в с. Талдыбулак Енбекшиказахского района Алматинской области.
В 1941—1946 гг — участник Великой Отечественной войны.
В 1951 году окончил филологический факультет Казахского государственного университета им. С. М. Кирова, в 1951—1954 гг. — аспирантура Национальная академия наук Казахстана.

## Трудовая деятельность
- После окончания аспирантуры работает в АН КазССР
- с 1958 года старший научный сотрудник сектора востоковедения
- с 1959 года заведующий отделом уйгурской филологии
- с 1961 по 1978 гг. — заместитель директора
- с 1978 по 1995 гг. — директор, а с 1995 г. по 2019 — почётный директор а также вопросами подготовки научных кадров[уточнить].
- с 1982 г. работал в Казахский государственный университет им. С. М. Кирова профессором кафедры казахского языка
- ведущий научный сотрудник Институт языкознания имени Байтурсынова

## Научные, литературные труды
- Основные направления научной деятельности ученого: лексикология, диалектология и история языка, этнолингвистика, тюркология и алтаистика, языковая политика, проблемы государственного языка и другие.
- Под его научным руководством было подготовлено 65 высококвалифицированных учёных, 10 из них являются докторами наук.
- Являлся автором более 400 научных работ (40 из них — монографии, учебники, словари, сборники).
- Был редактором и членом редколлегии ряда научных, научно-популярных журналов («Известия НАН РК», «Советская тюркология» и др.)[2].

Некоторые работы:
- Структура односложных корней и основ в казахском языке, Л., 1986;
- Тысяча метких и образных выражений (казахско-русский фразеологический словарь с этнолингвистическими пояснениями), Астана, 2002

## Учёное звание
- С 1970 — доктор филологических наук
- С 1972 — профессор
- С 1984 — академик АН КазССР
- С 1989 — почётный член, академик Турецкого лингвистического общества им. М.Ататюрка
- С 1991 — почётный член, академик Академия наук Республики Башкортостан

## Награды и звания
- СССР
- почетная грамота Верховный Совет Казахской ССР
- 1944 — Орден Славы 3 степени
- 1944 — Орден Отечественной войны 1 степени
- 1945 — Два Орден Красной Звезды
- 1984 — Орден Дружбы народов
- 1985 — Орден Отечественной войны 2 степени
- 1982 — присвоено почётное звание «Заслуженный деятель науки Казахской ССР»
- 1984 — отличник народного образования Казахской ССР
- 1971 — лауреат премии Ч. Ч. Валиханова
- многочисленные медали СССР
- Казахстан
- 1996 — Орден Отан[3]
- 2014 — Орден Достык І степени из рук президента РК[4][5]
- 2017 — Медали TWESCO «За бесценный вклад в развитие тюркологии»[6]
- присвоено почётное звание «Заслуженный деятель Казахстана»
- многочисленные медали Республики Казахстана
- 2002 — Почётный гражданин Енбекшиказахский район
- Награды других стран
- Почётная грамота Кыргызской Республики (1995)[7]
- Орден «Знак Почёта» («Ликат нишани») Турецкой республики